# シャイブ・パーク
シャイブ・パーク（Shibe Park）は、アメリカ合衆国ペンシルベニア州フィラデルフィアにかつて存在したスタジアム。MLBフィラデルフィア・アスレチックス（現アスレチックス）が1909年から1954年まで、フィラデルフィア・フィリーズが1938年から1970年まで、NFLフィラデルフィア・イーグルスが1940年から1957年まで本拠地にしていた。1953年以降の名称は、コニー・マック・スタジアム（Connie Mack Stadium）
木造球場が主流だった当時、初めて鉄骨や鉄筋コンクリートを用いて建設された。火災による焼失や観客席の崩落の可能性が木造に比べて極めて低く、座席やトイレなども改善され収容人数も大きくなるなど、新工法で建設されたシャイブ・パークの開場はその後の球場建築に革新をもたらした。

## 球場の歴史
アスレチックスは1901年の球団創設以来コロンビア・パークを本拠地にしていた。しかし、アスレチックスの人気にコロンビア・パークの収容人数が追いつかず、球場で試合観戦できないファンも多かった。1907年、アスレチックスオーナーの1人、ベン・シャイブが新球場建設を決定し、フィラデルフィア北部の土地を取得した。1908年に建設開始。
翌1909年に完成した新球場は、世界で初めて鉄骨と鉄筋コンクリートを用いて建設された球場だった。木製よりも頑丈な素材は、球場の大型化、すなわちキャパシティの増加を可能にした。当時としては非常に多い20,000人以上を収容可能な新球場は、オーナーの名前からシャイブ・パークと名付けられた。
新球場建設はアスレチックスの人気をさらに高めることとなった。そのため近隣の家屋が、球場内を覗き見できる屋上に座席を設け、金を取るようになった。球団オーナー兼監督のコニー・マックはこれに激怒。覗き見をやめさせるため家屋の住人に対する訴訟を起こした。しかしマックは敗訴。すると1933年の冬、右翼フェンスの高さを12フィート（約3.7メートル）から一気に33フィート（約10.1メートル）に引き上げ、眺望を遮った。狭い外野で本塁打の乱発を防ぐためではない、経済的なトラブルの解決のためのフェンスの高さの引き上げは“Spite Fence”（悪意に満ちたフェンス）と呼ばれ批判された。
1938年、ベイカー・ボウルの老朽化のため、フィリーズが移転してきた。さらに1940年にはNFLのイーグルスもシャイブ・パークを本拠地にするようになった。しかしその一方で、アスレチックスはフェンス引き上げを期に弱体化し、人気も下降していった。1953年には球場名をコニー・マック・スタジアム (Connie Mack Stadium) に改称したが、翌1954年を最後にミズーリ州カンザスシティに移転した。
その直後に球場所有権をフィリーズが200万ドルで買い取り、改装を施した。右中間にはかつてヤンキー・スタジアムで使用されていたスコアボードが設置され、バックネットは硬質アクリル樹脂でできたプレクシガラスになった。しかし球場は開場から40年以上が経過し、老朽化が進んでいった。
1964年に住民投票が行われ、フィリーズとイーグルスのために兼用の新スタジアムを建設する計画が承認された。1970年10月1日、コニー・マック・スタジアム最後の試合が行われ、翌年からフィリーズはベテランズ・スタジアムを本拠地にした。1976年にスタジアムは取り壊され、現在は教会になっている。

## 主要な出来事

### 野球
- 1909年4月12日、開場（アスレチックス 8 - 1 レッドソックス）。この試合でファウルボールを追って壁に激突して負傷したダク・パワーズは2週間後に死亡。
- 1940年9月24日、レッドソックスのジミー・フォックスが通算500本塁打を達成した。
- 1943年7月13日、オールスターゲーム開催（ア 5 - 3 ナ）。
- 1952年7月8日、オールスターゲーム開催（ナ 3 - 2 ア）。降雨のため5回終了時コールドゲームに。
- ワールドシリーズ開催：1910年、1911年、1913年、1914年、1929年、1930年、1931年、1950年
- 1970年10月1日、閉場（フィリーズ 2 - 1 エクスポズ）。